# アリッツォ
アリッツォ（イタリア語: Aritzo）は、イタリア共和国サルデーニャ自治州ヌーオロ県にある、人口約1,300人の基礎自治体（コムーネ）。

## 地理

### 位置・広がり

#### 隣接コムーネ
隣接するコムーネは以下の通り。括弧内のORはオリスターノ県、SUは南サルデーニャ県所属を示す。
- アルツァナ
- ベルヴィ
- デーズロ
- ガドーニ
- ラーコニ (OR)
- メアーナ・サルド
- セウーロ (SU)